# Faxälven
Faxälven je řeka ve Švédsku, která je pravým přítokem řeky Ångermanälven

## Přítoky
- Långsjöån
- Björssjöån
- Ledingsån
- Finnån
- Runån
- Källån
- Gröningsån
- Gideån
- Stensjöån
- Jämtmyrån
- Edslan
- Björkån
- Valasjöån
- Nässjöån
- Lafsan
- Lugnan
- Grytån
- Kvarnbrännån
- Kängsjöån
- Isbillån
- Rensjöån
- Vikån
- Frostan
- Kvarnån
- Länglingsån
- Hostån
- Nyfloån
- Edsån
- Tällån
- Renån
- Svanavattenån
- Rusvattenån
- Klövån
- Allån
- Jougdån
- Ringsjöån
- Fiskån
- Dunnerån
- Hällingsån
- Tvärån
- Avansbäcken
- Muruån
- Leivbakkelva
- Blåsjöälven
- Bjurälven
- Lejarälven